# 帕切尔马 (市级镇)
帕切尔马（羅馬化：Pachelma）是俄罗斯奔萨州的市级镇、帕切尔马区行政中心及规模最大聚居地，地处奔萨州西部，位于州府奔萨西偏北方。镇内设有同名铁路车站，位于奔萨－里亚日斯克线上。
该地2022年人口有7,291人；2010年人口8,053；2002年人口8,735；1989年人口9,466。